# Дрнишки пршут
Дрнишки пршут је најквалитетнија врста далматинског пршута, који се одликује изузетном аромом, умјереном сланошћу, једноликом црвеном бојом и мањим масним дијелом.
До рата у Хрватској га је производила дрнишка државна фабрика „Месопромет“, која је пропала, као и фарма свиња. Производила је 74.000 пршута годишње. Данас га производе само приватни произвођачи из околине Дрниша. Био је специјалитет аустроугарских владара, а служен је и приликом крунисања краљице Елизабете II.
Прави се од бута задњих ногу свиња. Најпожељније су свиње добијене укрштањем раса јоркшир и ландрас. Обликује се и суво соли морском сољу. Конзервација меса се наставља благим димљењем и сушењем у специфичним климатским условима, честом смјеном буре и југа. За димљење се користи квалитетно грабово дрво. Суши се 12 до 18 мјесеци.